# Total Eclipse (catch)
Pour les articles homonymes, voir Total Eclipse.
Palmarès
voir ici
Total Eclipse était un clan de catcheurs appartenant à la All Japan Pro Wrestling, une fédération de catch japonaise, fondée le 8 mars 2021 par Jake Lee, Yusuke Kodama, Kuma Arashi, Hokuto Omori, Koji Doi et Tajiri après que Lee est rejoint Enfants Terribles après l'exclusion de l'ancien leader, Shotaro Ashino.
Le clan a marqué un tournant majeur dans la carrière de Lee, un Face de longue date qui a commencé à tourner autour du AJPW Triple Crown Heavyweight Championship. Cela a conduit Lee à remporter le Champion Carnival et plus tard le AJPW Triple Crown Heavyweight Championship.

## Histoire
Le 6 avril 2020, après la fermeture de la Wrestle-1, Shotaro Ashino fait une apparition à la All Japan Pro Wrestling, annonçant qu'il allait devenir un régulier de la promotion. Après son arrivée, Yusuke Kodama et Kuma Arashi rejoignent également la promotion pour reformer le groupe.
Le 30 août, Koji Doi est révélé comme nouveau membre du clan peu de temps après l'ajout de Hokuto Omori.

## Carrière

### Formation du groupe (2021)
Le 23 février 2021, Ashino se fait expulsé des Enfants Terribles, à la suite d'un désaccord entre lui et Omori. Il est ensuite remplacé par Jake Lee qui devient le nouveau leader du groupe après avoir trahi son coéquipier et dissous par la même occasion le clan Jin,. Ils sont ensuite rejoint le 8 mars par TAIJIRI et le clan prend le nouveau nom de Total Eclipse.
Du 9 avril au 3 mai, Koji Doi et Jake Lee participent au Champion Carnival que Lee remporte le 3 mai en battant Kento Miyahara en finale.
Le 26 juin, Hokuto Omori, Tajiri et Yusuke Kodama battent Black Menso～re, Carbell Ito et Takao Omori pour remporter les AJPW TV Six Man Tag Team Championship tandis que Jake Lee bat Kento Miyahara et Yuma Aoyagi dans un Tomoe Battle Match pour remporter le vacant AJPW Triple Crown Heavyweight Championship,,.
Le 28 décembre, Jake Lee est obligé de rendre le AJPW Triple Crown Heavyweight Championship vacant à cause d'une fracture nasale et une seconde de la paroi médiale de l’orbite gauche,. Le 2 janvier 2022, Hokuto Omori et Yusuke Kodama battent Strong Hearts (T-Hawk et El Lindaman) pour remporter les AJPW All Asia Tag Team Championship.
Le 19 juin, Jake Lee bat Kento Miyahara et remporte le AJPW Triple Crown Heavyweight Championship pour la deuxième fois. Le 14 juillet, il perd son titre contre Suwama.

## Palmarès
- All Japan Pro Wrestling
  - 2 fois AJPW Triple Crown Championship - Jake Lee
  - 1 fois AJPW TV Six Man Tag Team Championship - Hokuto Omori, Tajiri et Yusuke Kodama
  - 1 fois AJPW All Asia Tag Team Championship - Hokuto Omori et Yusuke Kodama
  - Champion Carnival (2021) - Jake Lee
  - Jr. Tag Battle of Glory (2021) - Hokuto Omori et Yusuke Kodama

- Major League Wrestling
  - 1 fois MLW World Middleweight Championship - Tajiri